# Colette Nelson
Colette Nelson (Southfield, Míchigan; 5 de abril de 1974) es una culturista profesional y competidora de físico estadounidense.

## Primeros años y educación
Natural de Southfield (Míchigan), creció en Royal Oak. A los 12 años le diagnosticaron diabetes de tipo 1. Su médico le dijo que empezaría a administrarle insulina y que tenía que hacer ejercicio para mantener su presión arterial bajo control. Asistió a la escuela secundaria Clarence M. Kimball y se graduó como parte de la clase de 1992. En el instituto se obsesionó con el ejercicio, dando hasta 20 clases de aeróbic a la semana. Asistió a la Universidad Estatal de Míchigan, donde se licenció en Dietética y se especializó en danza. Tras graduarse en la universidad, se trasladó a la ciudad de Nueva York para asistir a la Universidad de Nueva York, donde concluyó su Máster en nutrición clínica y se convirtió en dietista titulada y educadora en diabetes certificada. También aprobó un examen para convertirse en dietista deportiva.

## Carrera de culturista

### Amateur
Durante su primer año en la Universidad Estatal de Míchigan, con 19 años, empezó a interesarse por el entrenamiento con pesas cuando acudió al gimnasio Powerhouse y se encontró con su primera culturista trabajando en la recepción del gimnasio. Antes de entrenar con pesas, era instructora de aeróbic, llegando a impartir hasta 20 clases semanales, y bailarina.
Conoció a un culturista que empezó a entrenarla y la ayudó con su dieta. El culturista le presentó a una culturista y le sugirió que empezaran a entrenar cinco días a la semana y a trabajar una parte del cuerpo al día. Dejó las clases de aeróbic y empezó a entrenar en serio el culturismo. Cuando terminó su licenciatura en Nutrición, había pasado de pesar 54 kg a engrosar volumen, llegando hasta los 70 kg.
En 1999, tras seis años de entrenamiento constante, con un peso de 75 kg, empezó a competir y ganó su primera categoría de peso medio en su primera competición. En 2000, ganó la categoría de peso pesado y la general en los Campeonatos del Noreste. Ese mismo año también quedó primera en peso pesado en los Campeonatos de Estados Unidos. En 2001 y 2002, quedó primera en dicho torneo. En 2004, ganó la categoría de peso pesado en el Team Universe. Ese mismo año, ganó su tarjeta profesional de la IFBB en los Campeonatos de Norteamérica y se clasificó de nuevo para una tarjeta profesional de la IFBB cuando ganó la general en los Campeonatos Mundiales de Aficionados.

### Profesional
En 2005, Colette asistió a su primera competición profesional, el New York Pro, en el que quedó en quinto lugar en la categoría de pesos pesados. En 2006, tras quedar en tercer lugar en el Europa Super Show 2006, se clasificó para su primer Ms. Olympia, en el que quedó en decimotercer lugar.

### Retiro
Después de competir en el Phoenix Pro de 2010, dentro del circuito del IFBB, Colette se retiró del culturismo para competir en el físico femenino. Compitió en 2014 en los Pro de Omaha y Toronto, tras los cuáles se retiró de manera oficial para centrarse en su carrera médica.

### Historial competitivo
- 1999 - Ultimate Bodybuilding Championship – 1º puesto (MW)
- 2000 - NPC Team Universe – 4º puesto (HW)
- 2000 - NPC Northeastern Championships – 1º puesto (HW and overall)
- 2000 - NPC Nationals – 6º puesto (MW)
- 2001 - NPC USA Championships – 1º puesto (HW)
- 2001 - IFBB North American Championships – 2º puesto (HW)
- 2001 - NPC Nationals – 3º puesto (HW)
- 2002 - NPC USA Championships – 1º puesto (HW)
- 2003 - NPC USA Championships – 2º puesto (HW)
- 2004 - NPC Team Universe – 1º puesto (HW)
- 2004 - IFBB North American Championships – 1º puesto (LHW y overall)
- 2004 - IFBB World Amateur Championships – 1º puesto (HW y overall)
- 2005 - IFBB New York Pro – 5º puesto (HW)
- 2006 - IFBB Europa Super Show – 3º puesto
- 2006 - IFBB Atlantic City – 8º puesto
- 2006 - IFBB Ms. Olympia – 13º puesto
- 2007 - IFBB Ms. International – 14º puesto
- 2008 - IFBB Ms. International – 13º puesto
- 2008 - IFBB New York Pro – 12º puesto
- 2010 - IFBB New York Pro – 9º puesto
- 2010 - IFBB Phoenix Pro – 6º puesto[2]

## Carrera en físico

### Historial competitivo
- 2014 - IFBB Toronto Pro Supershow – 11º puesto
- 2014 - IFBB Omaha Pro – 16º puesto[3]

## Vida personal
Colette vive actualmente en Nueva York. Sentimentalmente, se le ha relacionado con el director general y fundador de RX Muscle, Dave Palumbo, así como con el profesional de la IFBB y maestro de karate Bryan Paz. Ayuda a los competidores con la dieta, el entrenamiento y las poses. Realiza rutinas de coreografía, mezcla música y es diseñadora de páginas web para muchos atletas y empresas. También es propietaria de su propio negocio de bronceado en spray y peina y maquilla a muchas culturistas de competición.
Además, fuera de la parcela deportiva, Colette ha aparecido en diversos programas televisivos, como comentarista o entrevistada en documentales y seriales sobre fisioculturismo en los Estados Unidos. Así mismo, ha sido modelo de desnudos (topless) y de glamour.